# Caserío Lete
El caserío Lete, documentado como Alquizalete en documentos antiguos, en Alquiza (provincia de Guipúzcoa, España) es un caserío unifamiliar de origen medieval, época de la que mantiene un arco de medio punto y partes de paños góticos visibles en la planta baja, así como postes y vigas de madera datados en el siglo XVI. La construcción actual es un edificio barroco del siglo XVIII. Ahora mismo cumple las funciones de alojamiento rural tras una reciente restauración.

## Descripción
De planta rectangular de 17,5 x 18,5 m, cuenta con tres plantas y desván, cubierta de madera a tres aguas con teja canal. Gallur perpendicular a la fachada principal de orientación suroeste. Muros perimetrales de mampostería en su mayor parte, revocada y pintada de color blanco salvo la piedra sillar de las cuatro fachadas del edificio. Esquinales de piedra sillar. 
La fachada principal, de composición simétrica, posee en la planta baja un acceso en arco de medio punto dovelado descentrado con respecto al eje de la fachada. Tres ventanas recercadas de piedra sillar a los lados. En la primera planta posee cuatro huecos de ventana recercados también en piedra sillar. Entre la planta primera y la segunda se sitúa el escudo de armas, situado en el centro de la fachada, protegido por un guardapolvo, y junto a él, un reloj de sol. El paño del muro de fachada es de piedra sillar en este caso. En la segunda planta se sitúan cuatro ventanas recercadas de piedra sillar. En el hastial posee dos ventanas y otras dos más pequeñas recercadas así mismo en piedra sillar. Finalmente, también en el hastial, el gallur, que termina en una veleta de hierro, se apoya en una columna de piedra sillar de sección cuadrada que posee una cruz en relieve. La fachada SE presenta a la altura de la primera planta un acceso en arco de medio punto y otro adintelado, cubierto con un tejadillo, al que se accede por una escalera de peldaños curvos de cemento. En esta fachada otros dos huecos de ventana recercados de piedra sillar se sitúan a ambos lados de las puertas de acceso. En la segunda planta se sitúan tres balcones con baranda de hierro. La fachada NE o trasera posee una puerta de acceso adintelado por donde se accede a la planta baja. Sobre ella, a la altura de la planta primera presenta dos ventanas recercadas de piedra sillar. A la altura de la segunda planta, otras tres ventanas recercadas también de piedra sillar. La fachada NW posee varias tejavanas-anejos adosados que sirvan para recoger el estiércol y como cochiqueras. En la planta baja existe un arco de medio punto dovelado que es visible solamente del interior del edificio. A la altura de la primera planta tiene una pequeña tronera.
La estructura del edificio se apoya en dos pilares de piedra y otros dos de madera situados en la planta baja. Y sobre éstos se levantan cuatro postes-ejes enterizos que alcanzan el desván. El forjado de la primera planta presenta una solivería regular, simétrica y de gran sección. En los forjados de la primera y segunda plantas vigas se apoya la solivería regular y simétrica. En el desván los cuatro postes-ejes terminan en sendas horquillas de madera en las que se apoya la techumbre del edificio. La estructura está marcada con numerales romanos. En la primera planta, abierto a la fachada principal posee un salón de 8 x 7 m con decoraciones de estuco representando cabezas de angelotes. Las puertas de dicho salón y la tarima de tablas de una sola pieza son también originales.

## Fuente y referencias
- Este artículo incluye contenido derivado de una disposición relativa al proceso de protección, incoación o declaración de un bien cultural o natural publicada en el BOPV n.º 2007109 el 7 de junio de 2007 (texto), el cual está libre de restricciones conocidas en virtud del derecho de autor de conformidad con lo dispuesto en el artículo 13 de la Ley de Propiedad Intelectual española.

1. ↑  «lete». www.letealkiza.com. Consultado el 13 de julio de 2021.

- Datos: Q8341992
- Multimedia: Lete baserria / Q8341992